# Kraven the Hunter
Kraven the Hunter er en amerikansk film fra 2023 af J. C. Chandor.

## Medvirkende
- Aaron Taylor-Johnson som Kraven
- Ariana DeBose som Calypso
- Russell Crowe som Nikolai Kravinoff
- Fred Hechinger som Chameleon
- Alessandro Nivola som Rhino